# 入國登記卡
入國登記卡（英文：Arrival Card）為一國國境管理單位於各邊境口岸執行入出境證照查驗任務時要求旅客填寫的一份表格。這份表格上通常有旅客的基本資訊、入出該國使用的合法證照號碼、入國的交通工具資訊及在該國內的居所等，依照各國國境單位對資訊掌握的需求，填寫內容也有差異。過去各國多要求除入國登記卡外，於出境時亦應填寫出國（境）登記卡，惟近年為簡化入出國通關程序，也有部分國家或地區（如臺灣）在執行出境查驗時將出國登記卡廢除（或不由移民官員執行出境查驗手續，如加拿大），僅須於入國時填寫入國登記卡；或將出入國登記卡合而為一（例如日本），入國證照查驗時，移民官員會將登記卡收回一聯，另留一聯在入國旅客的旅行證件（如護照）內，出國時收回。
另有國家（如美國）採用旅客事前通報系統（APIS），預先取得入境旅客資料；入境旅客從而不需再填寫入國登記卡。
除了入國登記卡以外，視各國不同規定，旅客於入境時有可能需要另填健康狀況調查表及海關申報卡等。

## 表格內容
一份入國登記表通常會要求填入下列內容：
- 旅客的姓名，中間名或其他別名（如有需要或可提供）
- 國籍
- 出生日期
- 用以入出該國的合法證照（可能是護照、通行證或旅行文件等）號碼，該證照的簽發時間、地點與有效期限
- 用以申請入境之簽證資訊（簽證種類、編號、有效日期等）
- 抵達該國的航班（船、車等）編號
- 旅行目的及停留期間
- 抵達該國前之出發地
- 原居地、在該國內的住所

部分入國登記表亦附有出境表格，除已於入國卡上填具之資訊外，通常尚要求填入：
- 離境航班（船、車等）之編號
- 離開該國之次一目的地

為確認所填資訊的詳實正確，且願為記載內容擔負法律責任，旅客也會被要求在卡片上簽名以示負責。
入國登記表通常會由載運旅客的交通運輸公司在抵達該國前於交通工具上發放，例如以空運方式抵達者即由航空公司於飛機上發放卡片。旅客須在抵達口岸的證照查驗區域前將登記表填好，與合法旅行證件（通常是護照）一併交給各國證照查驗官員檢查。各國在邊境口岸也會提供制式表格給尚未填妥表格的旅客，以便在進入國境前填好表格。

## 入出國登記卡實施狀況

### 中華民國

#### 舊版入出國登記卡（E/D卡，－2010年）
過去中華民國政府採用可複寫式的入出國登記卡（又稱E/D卡，E及D分別為英文Embarkation和Disembarkation的略稱，即出入境之意）供外籍旅客填寫。旅客於入國時會拿到一份有兩張紙的表格，第一頁為白色入國登記卡，第二頁為黃色出國登記卡。一些個人基本資料，如姓名、性別、出生日期及航班資訊等，於第一頁填入後即會以複寫形式寫在出國卡上。入境臺灣時，旅客須將白色入國登記卡併同有效旅行文件及簽證交給移民官查驗，查驗完畢後移民官會把黃色出國登記卡裝訂在護照內頁交還旅客。旅客須妥善保管該出國卡，並於出境時將該卡簽名後交給移民官，查驗無誤後方可出境。
為了簡化入出國程序，移民署於2010年10月起取消外籍旅客出境填繳出國卡的手續，並重新設計新式入國卡。這款入出國登記表現在已經停止使用。

#### 新版入國登記卡（A卡，2011年－）

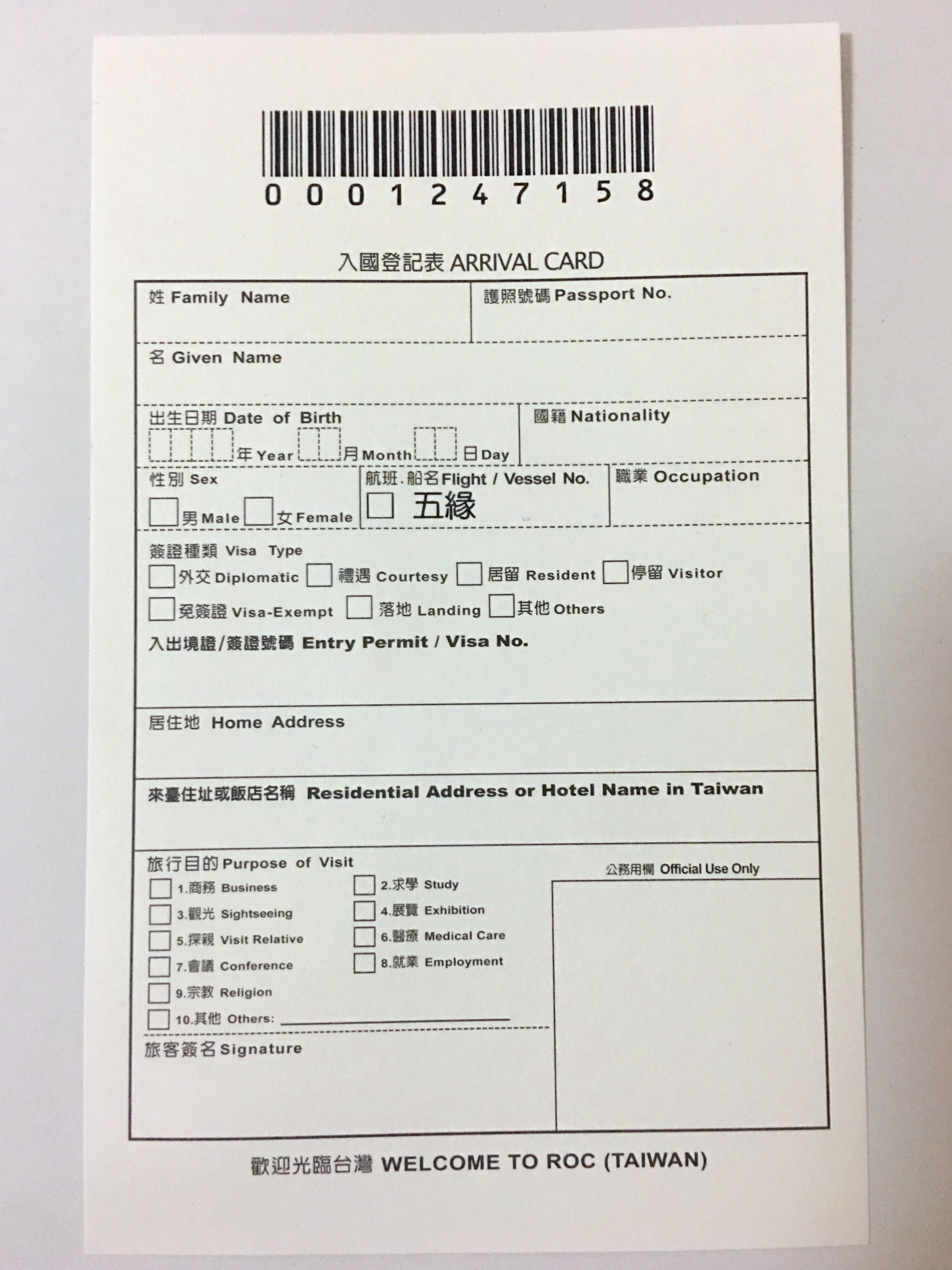
在金门水头码头获取的带有“五缘”船名默认选项的中华民国入国登记表

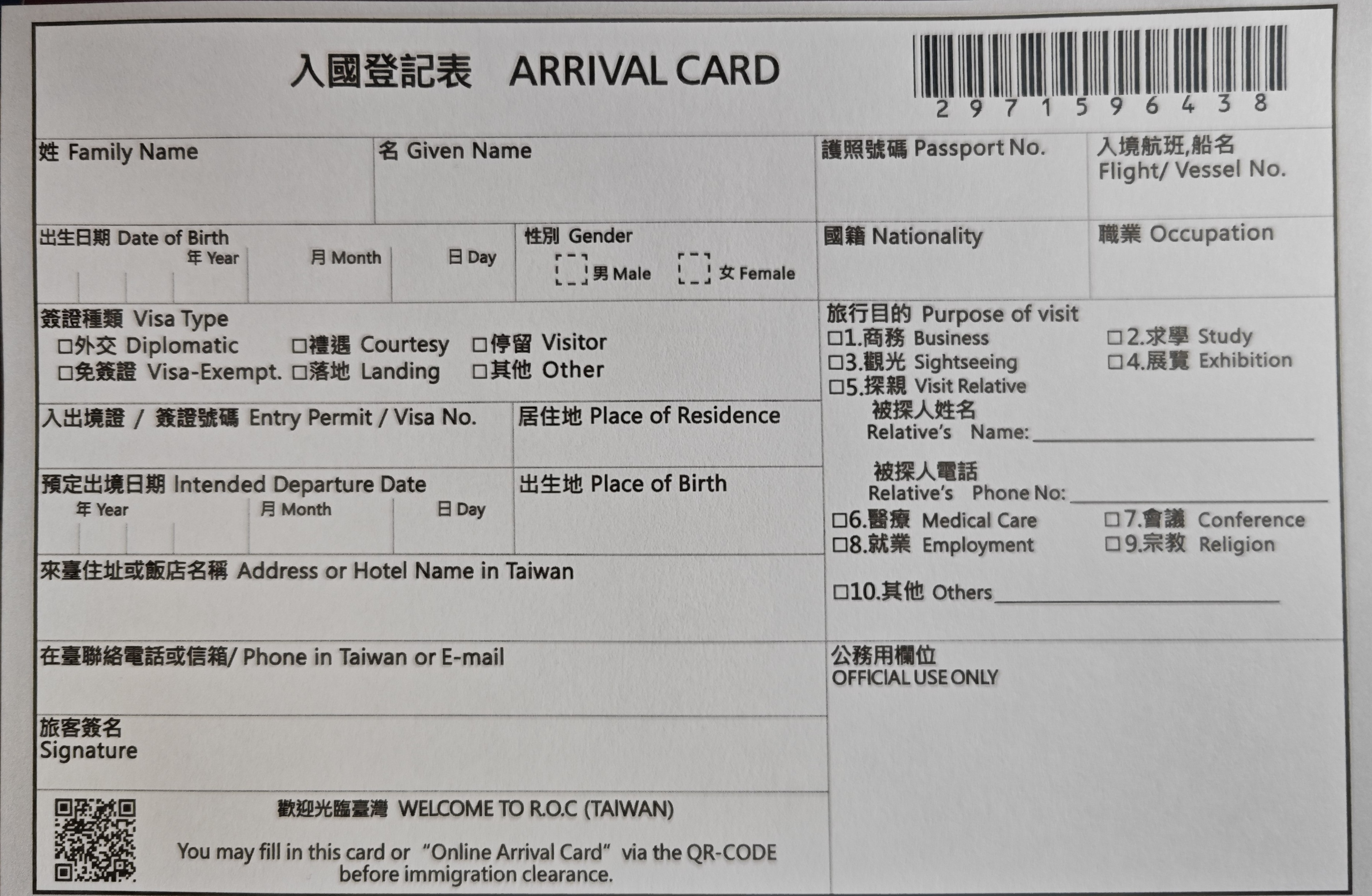
2025年的中华民国入国登记表

中華民國政府為簡化入出國通關程序，於2011年1月起正式採用新版入國登記卡（又稱A卡，A為Arrival的略稱，為抵達之意），表格除較舊版稍大，較易填寫外，亦省略過去出境時須填寫出國登記卡並於出境時收繳的手續，旅客僅需於入國時填寫並繳交入國登記卡。
這份表格的最上方有一組十碼條碼編號，每位旅客每次入國只會有一個入國卡號碼。其下的主要填寫區需填入下列內容：
- 個人基本資料：姓、名、性別、出生日期、國籍、職業、現居地。
- 持用證照及合法旅行文件資訊：護照號碼、簽證種類（分外交、禮遇、居留、停留、免簽證、落地、其他等七類）、簽證號碼（註：大陸地區人民、香港澳門居民領有單次入臺證或落地簽證者，則填入入臺證號）。
- 入國相關訊息：航班（船班）號碼、來臺住址、旅行目的（商務、觀光、探親、會議、求學、展覽、醫療、其他等八項）。

最下方左側空白處要求旅客簽名。右側則為公務用欄，會由移民官視當次旅客持用之旅行文件與簽證種類蓋上適當入國章戳，這個章戳與旅行文件上蓋的章戳一致。
依據中華民國法規，下列人士於進入臺灣前均需填妥入國登記卡，併同有效旅行證件及符合當次旅行目的之有效簽證（符合免簽證目的及資格者免）供查驗官員查驗入境：
- 持外籍護照人士。但持有各式中華民國居留證（含居留簽證）者則免填入國登記卡。
- 大陸地區人民，以專業交流或商務名義進出臺灣而持用多次中華民國臺灣地區入出境許可證（入臺證）者（所有單次進出之中華民國臺灣地區入出境許可證均免填入國登記卡）。
- 香港、澳門居民，抵台後以臨櫃申請方式於各口岸取得單次入出境許可證者（以網路申辦入臺許可者不需填寫）。
- 在臺灣無戶籍之中華民國國民（護照個人資料頁無身分證字號），持中華民國護照，以「臨人」字許可進入臺灣者。

另外，外籍航空公司機組員及國籍航空公司的外籍機組員，因執行勤務抵達臺灣者，可持各航空公司填具之外籍機組員臨時上陸許可申請書（Shore Pass），配合值勤航班的機組員通報表（General Declaration，GD）及個人有效護照，以臨時入境備勤名義進入臺灣停留七天，此時亦不須填寫入國登記卡。

### 中華人民共和國

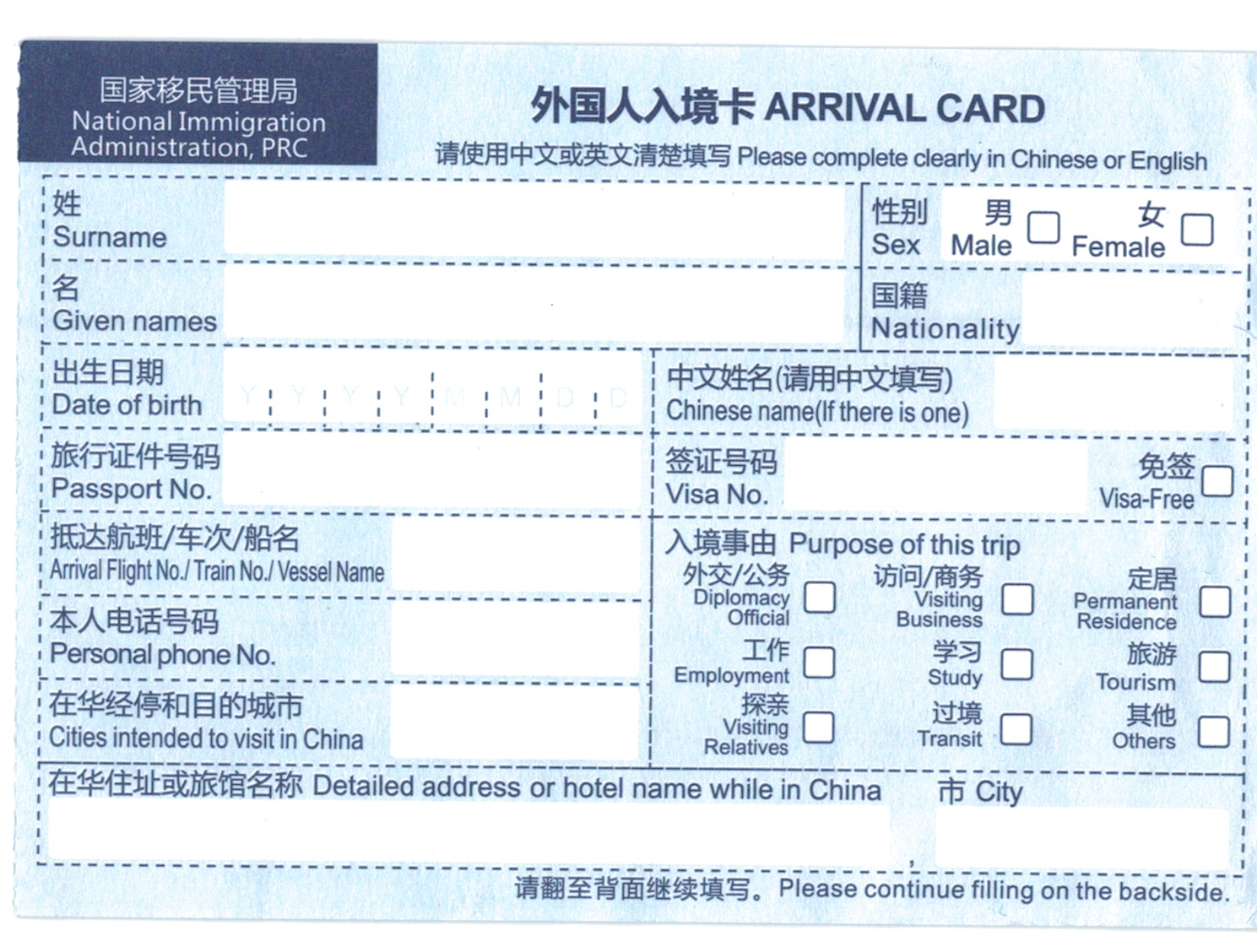
中国外国人入境卡（2023年启用）

中華人民共和國国家移民管理局要求外國籍旅客均須填寫入出國登記表，持中华人民共和国外国人永久居留证的外国籍旅客免填。該表共二聯，分供入境及出境使用。入境時邊檢民警會將入境聯撕下，並將出境卡夾於護照內。旅客須妥善保存該卡，出境時交由邊檢查驗出境。

### 日本
日本法務省入國管理局要求除持日本護照之日本公民外，進出日本國境之外籍旅客均須填寫入出國紀錄表。該表共二聯，入境部分另有正反二面。入出境表格均須填寫之欄位包括姓名、出生年月日及國籍。入境表格正面尚需填寫性別、出生國及城市、來日班機（船）號碼、來日目的、在日住址、預計停留期間等資訊；背面則為協助入境官員判斷是否准予入境之相關問題，及目前攜帶之所有現金總額。入出境表格均要求填寫者署名以示負責。入境表格於入境時將由入國審查官撕下，並將出境表格釘於護照內，出境時再由入國審查官撕下收回。
2016年起為簡化邊境管理措施，原有兩聯式入出國登記表改為單張，僅需於進入日本時填寫，出境時不需再繳交出國登記表。
持有日本在留卡之准許多次入境人士，入境時僅需備妥在留卡，不需填寫入國紀錄表；於出境時則應辦妥再入國手續並填寫再入國人士專用之再入國出境紀錄表。

### 美國
美國國土安全部海關及邊境保護局（U.S. Customs and Border Protection）為節省入出境查核通關時間，自2013年5月起於各海、空口岸停止採用紙本入出國登記表格（I-94），改採用電子行前登錄方式將旅客在美停留資訊傳輸至國土安全部資訊系統，旅客於通關時僅需出示護照，邊境官員即可讀取相關資訊並決定是否同意旅客入境及停留期限。出境美國時亦不需再繳交I-94表格予搭載旅客之客運公司。
實施入境登記無紙化作業後，旅客可自行前往美國海關及邊境保護局網站輸入姓名、入境日期及證照資料等訊息，即可於該網站上擷取該次入境之相關資訊（包括入境資格及停留期限等）。除非特別要求，否則旅客入境美國不需再填寫I-94，該系統已經取代入國登記表之功能。

## 外部連結
- 內政部入出國及移民署（页面存档备份，存于）